# ティッシュペーパー

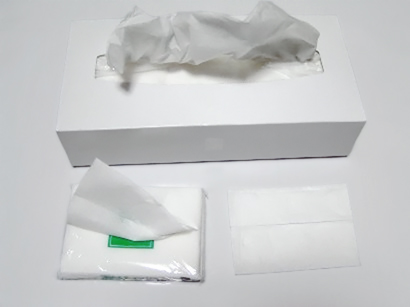
ボックスティッシュとポケットティッシュ

ティッシュペーパー/ティシュ/ティシュー（英: tissue [tíʃuː]）とは、主に汚れなどを拭き取ったり包んだりして捨てる目的の、薄くて柔らかい紙のことである。

## 呼び名
ティッシュとは「織物」のことで、金糸を布のように織ったものを「ゴールドティッシュ」と呼び、それを重ねるときに間にはさみ込む薄い紙を「ティッシュペーパー」といったことに由来する。
英語では "tissue" または "facial tissue" と言い、代表的な商標を用いて "Kleenex"（クリネックス）と言われることも多い。"tissue" は古期フランス語の「織られたもの」に由来する。なお、"tissue paper" と言うと一般に、包装やトレーシングに用いる半透明の薄い紙（薄葉紙）のことを指すため、注意を要する。
日本語では英語の発音とは異なる「ティッシュ」という呼び方が浸透しているが、製紙業界では発祥のアメリカにならい、英語の発音に近い「ティシュー」と呼称することが定着しており、商品パッケージにも「ティシュー（ペーパー）」と表記されていることが多い。その他、「テッシュ」「ティシュ」と書かれることもある。
地方や世代によっては鼻紙（はなかみ、はながみ）、塵紙（ちりがみ、ちりし）とも言われる。
日本では一般的に難水溶性の特性を持つものとされているが、水溶性の特殊な製品も出回っている。また、「ティシュペーパー及びトイレットペーパー」として家庭用品品質表示法の適用対象とされており雑貨工業品品質表示規程に定めがある。

## 特徴

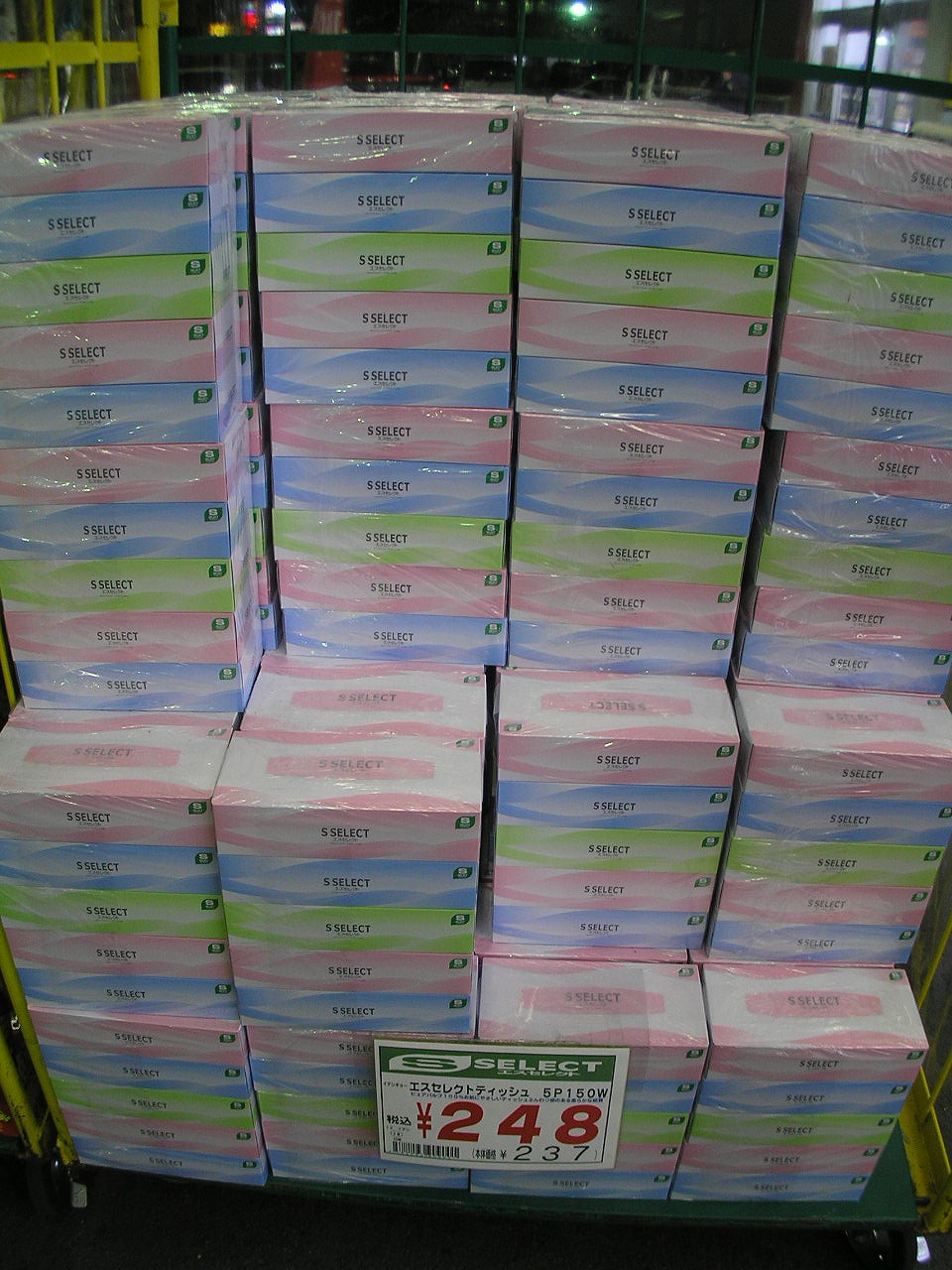
特売商品としてディスカウントストアの店頭に並ぶボックスティッシュ

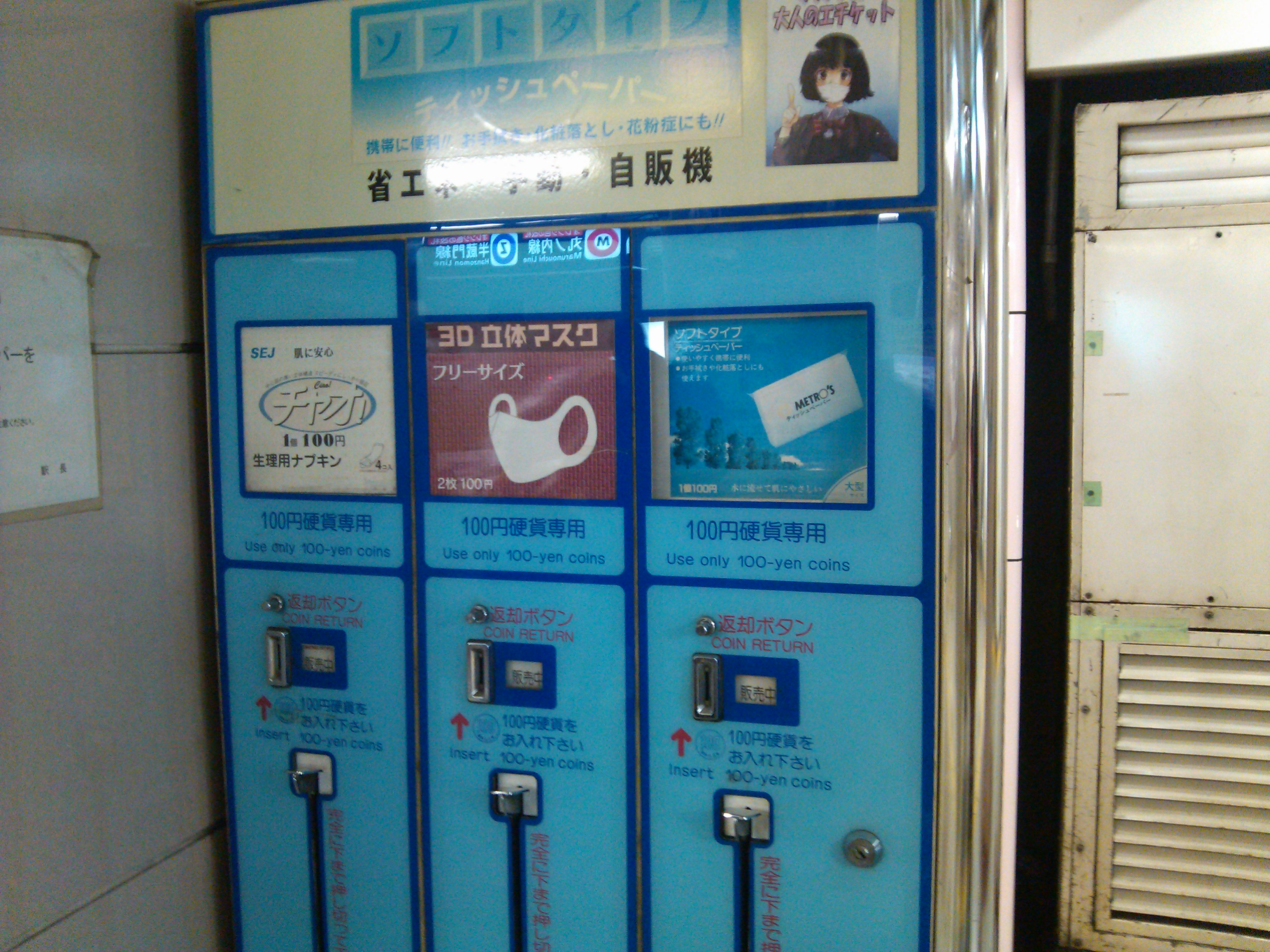
鉄道駅に置かれた「水に流せるタイプ」を扱う自動販売機（右）

大きさはおおむね20cm四方で、1枚あたりが薄く柔らかく作られた紙である。柔軟性に富み素材としても柔らかいため、美術品・工芸品などの小物の包装に使われる場合もあるなど、日用品であることからさまざまに利用されている。一般的には水に浸しても紙全般のようにほぐれないような加工が施されており、つまりの原因にもなるためトイレに流さないようにという注意書きがある。ただし、トイレで使用できるように作られているティッシュも存在する。
ほとんどが2枚一組として1枚に加工にされているのは、1枚ずつの製造では薄さのために機械での大量生産が困難になるためである。また、2枚分の厚さのティッシュでは柔らかさが失われてしまうために、薄い紙を重ねることでより肌触りをよくしている。二枚重ねにすることでティッシューのあいだに隙間ができるので、より吸水性がよくなるという利点も大きい。さらに、紙にはざらざらな裏面と肌触りのいい表面があり、2枚の紙の裏面を合わせ表面を外に出すことで、どちらの面も肌触りをよくしている。
おおむね柔らかく皮膚を拭くのに適しているが、販売促進用として街頭配布されるものの中には質が劣るものがあり、そのようなものは連続して使用するに適さない。一般的な性質のティッシュでも花粉症などで鼻水が頻繁に出るような場合に使いすぎると、鼻の下の皮膚が荒れてしまうため、一般品よりさらに柔らかいものや保湿成分を含ませたものなど高級品も用意されている。
製品によって差別化戦略的な意味合いからさまざまな機能性を持たせている製品も多く、前述の柔らかさを追求した製品や肌辺りがよい製品のほか、香りや模様といった付加価値を追加した製品も少なくない。
色は純白あるいはそれに近い色であることが一般的だが、薄く着色されているもの、おみくじなどが表面に印刷されているものもある。かつて一般向けに生産されていたボックスティッシュはイエロー、ピンク、ブルーに着色されているものが多かった。
トイレットペーパーとの特徴の違いであるが、トイレットペーパーは、ティッシュペーパーよりパルプ繊維の品質が不安定な紙であることが多く湿潤紙力増強剤を添加していないなどの理由もあって水に浸すと繊維がほぐれ分解しやすい。対して一般的なティッシュペーパーは、水に浸しても簡単にはほぐれないようになっているため、便器を詰まらせる危険がある。
なお「水に溶けにくい（ほぐれにくい）」という性質はあるものの、洗濯機など水流を利用した強い力で揉み解すことを繰り返すと、ちぎれてばらばらになる。しかしそれでも、トイレットペーパーが見た目では白濁した水溶液（正しくは水中をパルプの繊維が漂っている状態）になるところを、難水溶性であるティッシュペーパーでは断片が目に見えて残る。こと洗濯機で誤って洗濯物と一緒に洗ってしまった場合は、この断片が洗濯物に絡みつくこともある。製品の程度によって「どの程度強いか」はまちまちであるため、一概にどの程度の断片になるかは違う。
トイレットペーパーの設置されていない公衆便所で排便を行う場合、トイレットペーパーの代用としてティッシュペーパーが使用される。こういった用途を考慮して、トイレットペーパー同様の水に溶ける紙でできた商品もある。女性の場合は排尿後性器に残った尿の除去にも紙を必要とするため、このような便所を使用する場合は大小問わず必ずティッシュペーパーを持参することになる。ただし、尿意が切迫している場合には失禁を防ぐため、ティッシュペーパーを所持していなくとも排尿を行うことが多い。この場合は性器に残った尿を拭き取らないことを意味するため、局部や下着を残尿で濡らす結果となる。また、大便であっても下痢などで便意が切迫している場合ティッシュペーパーがなくとも排便を行う場合があるが、小便に比べて匂いが強く、桁違いに不衛生であるため、(女子の)排尿に比べても極めてまれな事象である。
野外で排便する所謂「野糞」を行った場合も基本的にティッシュペーパーを使用することになるが、植物の葉や流水にて代用することもある。排尿の場合は、女性であっても野外では紙による後始末はしないことが多い。ただし、下着に尿が付着するなど不衛生であるため、尿路感染症などのリスクを考えてティッシュペーパーを使用する女性もいる。

## 生産と消費
原料は主に木材から得られるパルプである。ただし、ティッシュペーパーでは回収された古紙を主原料として利用する製品は少ない。これは衛生用品であることから清潔感のある純白ないしむらのない製品が好まれるところに負うところが大きいが、その一方で古紙はパルプの繊維が品質的に安定せず、一様に薄いティッシュペーパーに加工しにくいといった事情もある。ただし牛乳パックなど比較的品質が安定している古紙を使う製品も見られる。
こうして作る薄紙に難水溶性の性質を持たせるために、湿潤紙力増強剤と呼ばれる薬品を加えて加工し、この薬品が紙繊維同士を強固に接着することで薄くても一定の強さを持ち、また柔軟なものに仕上がる。
ティッシュペーパーはちり紙と使用目的がほぼ重なることから、ティッシュペーパーをちり紙と呼ぶ例があるが、ちり紙は和紙の低級品であり、パルプから作られるティッシュペーパーとは別物である。
発売当時は高価なことから、従来のちり紙と併用していたが、その後日本では生活にすっかり定着し、スーパーマーケットやドラッグストアなどでは客寄せの特売品とされることもあるなど、安価な商品として利用されている。

## 形態

### ボックスティッシュ

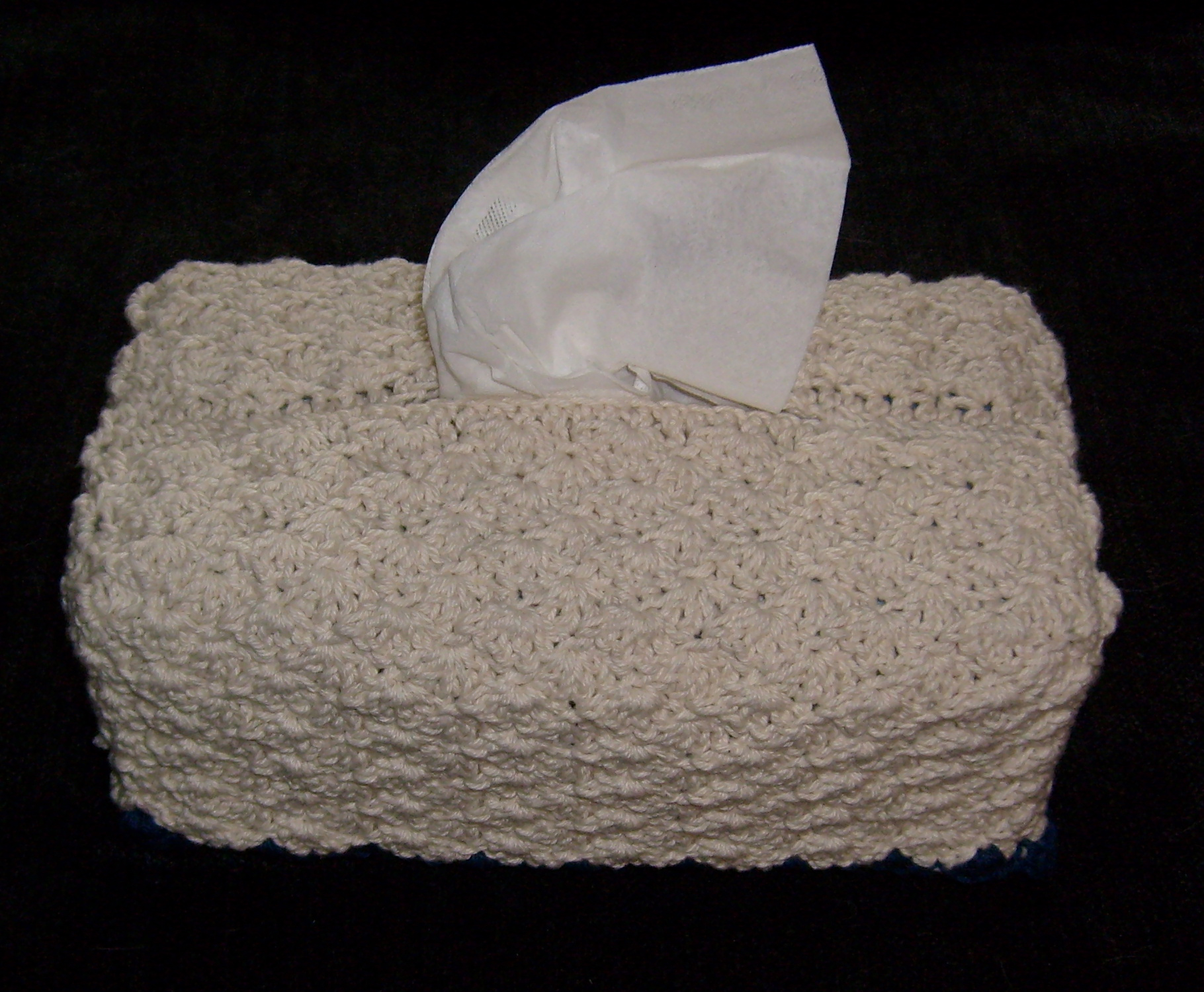
ボックスティッシュカバーに収められたボックスティッシュ

一般に2枚組で、30×13×6cmほどの大きさの箱に200組400枚入っているのが標準であるが、紙価格の値上がりに伴い量販店などでは120組240枚～180組360枚等に内容量を減らして一箱あたりの単価を上げないようにしている製品が多く見られる。箱から1組ずつ取り出しやすくなっているのがボックスティッシュの最大の特徴である。当初は箱上部中央に開けた穴から取り出しやすいよう中央に開きがある観音折りであった。近年のものは重ね方を工夫し、1枚引けば次の組の一部が穴から飛び出すようになっているもの（ポップアップ）が一般的である。また、埃が箱に入るのを防ぐためとして、穴に薄いビニールを張ったものが多い。最近では環境に配慮し、ビニールではなく箱部分と同様の紙を使用している物もある。また、小型の箱（12×7×4cm程度）に入って提供される場合がある。このサイズはホテルなどの消耗品として使われることが多く、また景品や販売促進用として提供されることもある。
なお、ボックスティッシュは残りの枚数が少なくなると取り出しにくくなるため、底部を押し上げるためのミシン目が入っている製品も多い。また、安定性を高めるためティッシュホルダーなどの専用の箱に収めたり、磁石を利用して鉄板部分（冷蔵庫や事務机など）にくっつける器具を使用することも多い。

### ポケットティッシュ

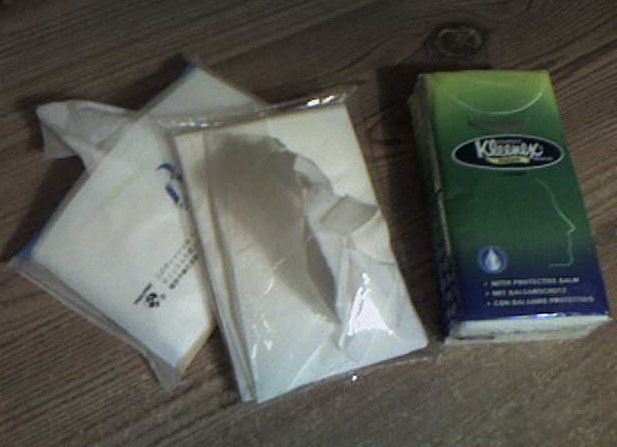
ポケットティッシュ

携帯用のもので、小さなビニール袋の中に10枚程度のティッシュが入っている。日本中に広まったきっかけとして、1970年に富士銀行（現・みずほ銀行）が口座開設の粗品として20万個配布したことを挙げる説がある。1968年、高知県の製紙加工会社が考案し、それまでに宣伝用に配られていたマッチに代わり誕生したとされる。
キオスクなどで販売されるものもあるが、ゲリラ・マーケティングの一種として、街頭や店頭等で販売促進用等として配布されたりすること（ティッシュ配り）も多い。ポケットティッシュを広告のために配布する行為は日本ではごく一般的な光景だが、世界では見られない風景である。
不況による経費削減の影響で、販売促進用のポケットティッシュの枚数が減っているとの調査もある。
ハンカチとともに子供に持たせて通園・通学させている地域や家庭もあるが、一般的なポケットティッシュは摩擦の関係でビニールの包みが滑り、衣服のポケット（特に浅くてルーズな仕様の場合）から落ちやすいという声もある。その打開策として布製のケースに入れ替える方法を取っている場合もある。
女児の場合、排尿にトイレットペーパーを必要とするため、屋外のトイレにトイレットペーパーが設置されていない場合等に備え、男児以上にポケットティッシュの持参を躾けられることが多い。国産のものでは、このようなトイレにおいて排便・(女子の)排尿後にトイレットペーパーの代用として使用しやすいよう、トイレットペーパー同様の水溶紙で作られた製品もよく見られる。

## 歴史
- 第一次世界大戦中にアメリカのキンバリー・クラーク社が外科手術用脱脂綿の代用品として開発したセルコットンを由来とする[13]。吸収力を高めたものはガスマスクのフィルターとしても使用された。
- 1921年 - シカゴの発明家アンドリュー・オルソンが、 ポップアップ式の物を開発する[14]。
- 1924年 - キンバリー・クラーク社がセルコットンの製造技術を転用し、コールドクリーム落とし用の使い捨てハンカチとしてティッシュペーパーを開発、「クリネックスティシュー」を発売した。以降アメリカではティッシュペーパー=クリネックスという名前が定着した。
- 1953年（昭和28年） - 日本においてもティッシュペーパーが発売される。
- 1963年（昭和38年） - 山陽スコット（現・日本製紙クレシア）が「スコッティ・トイレットティシュー75m」を発売。クリネックスよりもやや安価で、広く出回る。
- 1964年（昭和39年） - 日本初の箱入りティッシュ（「クリネックス」と「スコッティ」[15]）が発売される。「木島則夫モーニングショー」の生コマーシャルなどで、主婦層に認知されていった[16]。
- 1985年に制定されたティシュペーパーのJIS規格は、品質が向上し規格存続の必要性がなくなったため、2004年に廃止された[17]。

## 関連する製品
- ウェットティッシュ - 拭き取り効果を高めるため、湿らせた状態としたティッシュ。プラスチックなどの密閉容器に入っている。消毒剤などが配合されている場合もある。ただしティッシュペーパーが木材パルプを原料とするところを、ウェットティッシュでは合成繊維の不織布が一般的である。
- おしりふき - 乳幼児のおむつ交換時や介護時に尻を拭くためのもので、さらに拭き取り効果を高め、衛生のために殺菌剤を配合したり、また悪臭を和らげるために香料を加えたりしたもの。用途上、トイレに流せるように作られている。
- ちり紙 - 役割はほぼティッシュと同じであるが、トイレで使用することもある。ティッシュが普及する前はこちらが一般的であったが、水に浸すと簡単に破けるほか、古紙を原料としているため紙の質は不安定である。古紙再生の技術が向上した以降、トイレットペーパーにその役割を譲っている。
- ハンドペーパー - 手を拭く目的の塵紙である。一般的に、古紙を原料としている、品質の低い固い紙である。
- トイレットペーパー - 排泄に際して利用される紙。特に水洗トイレで使用することから、水に浸すと極めてほぐれやすくなる性質が強い（後述）。高度経済成長期以降の日本ではロール状となっているのが一般的だが、世界的に見ると前述のちり紙との境界があいまいなものを使っている地域もある。

## 主な設備メーカ
- 川之江造機（愛媛県四国中央市）
- バルメット（フィンランド）
- フォイト（ドイツ）